# Hers-Vif
A Hers-Vif  folyó Franciaország területén, az Ariège jobb oldali mellékfolyója.

## Földrajzi adatok
Ariège megyében ered a Pireneusokban 1500 m magasan, és Cintegabelle-nél torkollik az Ariège-be. Hossza 135 km, az átlagos vízhozama 15 m³ másodpercenként. Vízgyűjtő területe 1350 km².  
Mellékfolyói a Lasset, a Blau, a Touyre, a Douctouyre, az Ambronne és  a Vixiège. Nevének jelentése sebes Hers.
Árvizeiről nevezetes. Becslések szerint az 1875-ös nagy árvizkor, Mazèresnél 1500 m³ víz vonult le a folyón másodpercenként, az itt mért átlag több mint százszorosa.

## Megyék és városok a folyó mentén
- Ariège: Mirepoix, Mazères
- Haute-Garonne:Calmont